# Associação Desportiva Bahia de Feira
Associação Desportiva Bahia de Feira, ou simplesmente conhecido como Bahia de Feira,  é um clube de futebol brasileiro sediado em Feira de Santana, na Bahia. Fundado em 2 de julho de 1937, manda seus jogos na Arena Cajueiro e suas cores são o azul, vermelho e branco.

## História

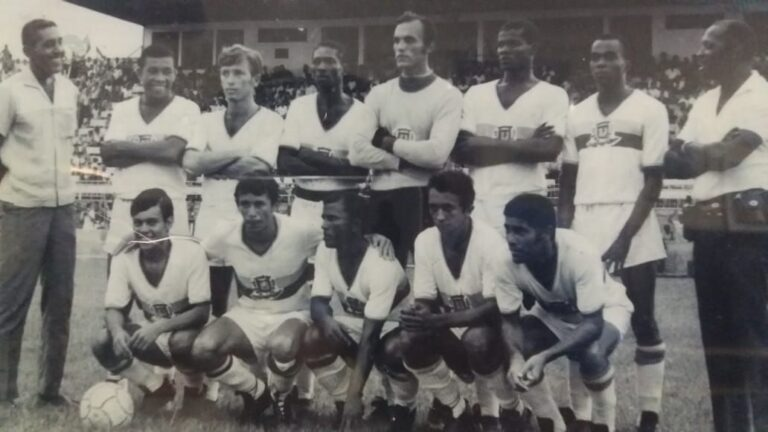
Bahia de Feira nos anos 60, quando ainda se chamava Feira Esporte Clube.

O Bahia de Feira foi fundado em 2 de julho de 1937. Originalmente, o clube se chamava apenas Associação Desportiva Bahia. Em 1969 passou a se chamar Feira Esporte Clube com um uniforme listrado em amarelo e vermelho. O Feira Esporte Clube durou apenas três anos e acabou em 1972 voltando a se chamar Associação Desportiva Bahia, mas desta vez com o "de Feira" no nome e com o retorno das cores originais, o clube porém só retornou a elite em 1983, participando eventualmente da elite do baianão nos anos seguintes.

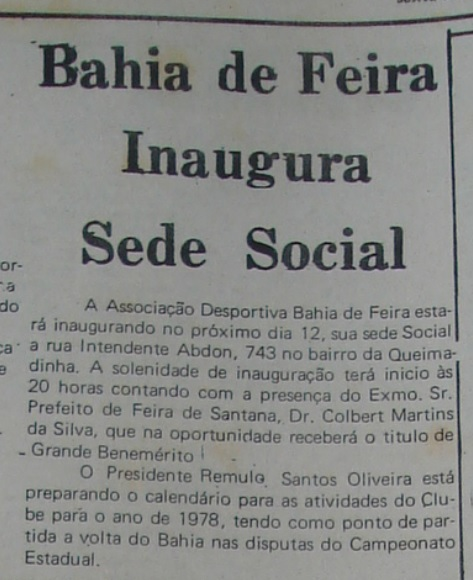
Notícia do jornal Folha do Norte de 6 de janeiro de 1978.

### Século XXI
Na década de 2010, o clube conquistou seus primeiros grandes destaques no futebol. Em 2009, com uma nova direção, foi tricampeão da segunda divisão baiana e conseguiu chegar às semifinais da elite no ano seguinte, chegando a vencer a dupla Ba-Vi no mesmo ano.
Em 2011, o sucesso foi ainda maior: o clube conquistou o título do Campeonato Baiano, pela primeira vez, ao vencer o tradicional Vitória dentro do estádio do adversário, o Barradão, com o placar agregado de 3 a 4. Nesse mesmo ano o time também já havia conseguido o título do Torneio Início da Bahia.
Em 2012 o clube fez outra boa campanha. Motivado, liderou o Campeonato Baiano durante algumas rodadas, porém com o campeonato terminado o clube acabou na quinta posição. Na Copa do Brasil, seguiu até a segunda fase. Após eliminar o Aquidauanense do Mato Grosso do Sul, o clube esbarrou com o São Paulo e foi eliminado sem jogo de volta, pelo placar de 5x2.
No dia 20 de maio de 2013, a diretoria da Associação Desportiva Bahia de Feira comunicou em seu site oficial que havia fechado parceria com o Esporte Clube Vitória. Com isso, a equipe feirense passaria a se chamar Esporte Clube Feira de Santana, mudando o mascote para o cangaceiro e também suas cores, antes azuis, vermelhas e brancas, para rubro-negras. O escudo do clube e o hino também receberiam modificações. Entretanto, a CBF não autorizou as modificações, e o clube continuou sendo Bahia de Feira.
Em 10 de julho de 2018, o clube inaugurou o Estádio Professor Jodilton Oliveira Souza e o Centro de Treinamento Arena Cajueiro, inclusive o time atuou nesse estádio durante o Campeonato Baiano de 2019. O novo estádio tem capacidade para 4 mil pessoas, conta com arquibancadas, rampas para acesso de pessoas com deficiência, banheiros e bilheterias. Além disso, diferentemente da maioria dos estádio brasileiros, o campo conta com gramado sintético.
Em 2021 foi finalizada a ampliação do estádio com mais um lance de arquibancada, segundo Thiago Souza, presidente do Conselho Deliberativo do clube, a capacidade está em torno de 7.000 espectadores, depende da analise do corpo de bombeiro e dos outros órgãos competentes.
Em 21 de abril de 2019, o Bahia de Feira ficou perto de repetir o feito de 2011, mas ficou com o vice-campeonato baiano diante do Bahia, na Arena Fonte Nova.  Apesar disso, o clube foi o mais premiado dentre os participantes do Campeonato Baiano 2019, tendo quatro de seus atletas e o técnico escolhidos na seleção do campeonato, destaque para o goleiro e capitão Jair, escolhido o melhor goleiro do estadual.
Em 2024, o clube fez uma má campanha no Campeonato Baiano e acabou rebaixado, culminando na saída do grupo que comandava o time do futebol. Em 2025, o clube conquistou o quarto título da Segunda Divisão baiana após empatar com o Galícia por 2 a 2 na Arena Cajueiro; o primeiro jogo terminou com vitória de 1 a 0 para o Tremendão no Jóia da Princesa. 

## Símbolos
| Evolução do escudo da Associação Desportiva Bahia de Feira | Evolução do escudo da Associação Desportiva Bahia de Feira | Evolução do escudo da Associação Desportiva Bahia de Feira | Evolução do escudo da Associação Desportiva Bahia de Feira | Evolução do escudo da Associação Desportiva Bahia de Feira | Evolução do escudo da Associação Desportiva Bahia de Feira | Evolução do escudo da Associação Desportiva Bahia de Feira | Evolução do escudo da Associação Desportiva Bahia de Feira |
| 1972–2008                                                  | 2008–2011                                                  | 2011–                                                      |                                                            |                                                            |                                                            |                                                            |                                                            |
| ---------------------------------------------------------- | ---------------------------------------------------------- | ---------------------------------------------------------- | ---------------------------------------------------------- | ---------------------------------------------------------- | ---------------------------------------------------------- | ---------------------------------------------------------- | ---------------------------------------------------------- |

## Títulos
| ESTADUAIS | ESTADUAIS                   | ESTADUAIS | ESTADUAIS               |
|           | Competição                  | Títulos   | Temporadas              |
| --------- | --------------------------- | --------- | ----------------------- |
|           | Campeonato Baiano           | 1         | 2011                    |
|           | Copa Governador             | 1         | 2013                    |
|           | Campeonato Baiano - Série B | 4         | 1982, 1986, 2009 e 2025 |
|           | Torneio Início              | 1         | 2011                    |
| ESTADUAIS |                             |           |                         |
|           | Conquistas                  | Títulos   | Categorias              |
|           | Títulos Oficiais            | 6         | 6 Estaduais             |

 Torneio com chancela da CBD/CBF
 Campeão invicto

### Campanhas de destaques
| Torneio                         | Campeão        | Vice-campeão   | Terceiro colocado | Quarto colocado |
| ------------------------------- | -------------- | -------------- | ----------------- | --------------- |
| Campeonato Baiano               | 1 (2011)       | 2 (2019, 2021) | 0 (não possui)    | 2 (2010 e 2018) |
| Copa Governador                 | 1 (2013)       | 0 (não possui) | 2 (2009 e 2010)   | 1 (2012)        |
| Campeonato Brasileiro - Série D | 0 (não possui) | 0 (não possui) | 0 (não possui)    | 0 (não possui)  |
| Copa do Brasil                  | 0 (não possui) | 0 (não possui) | 0 (não possui)    | 0 (não possui)  |
| Copa do Nordeste                | 0 (não possui) | 0 (não possui) | 0 (não possui)    | 0 (não possui)  |

## Rivalidades
O seu maior rival é o Fluminense de Feira Futebol Clube que também fica em Feira de Santana.
Juntos os dois protagonizam um dos maiores clássicos do interior baiano e do futebol no estado.

## Categoria de Base

### SUB-20
| ESTADUAIS | ESTADUAIS                      | ESTADUAIS | ESTADUAIS  | ESTADUAIS |
|           | Competição                     | Títulos   | Temporadas |           |
| Bahia     | Campeonato Baiano - 2ª Divisão | 1         | 1984       |           |
| --------- | ------------------------------ | --------- | ---------- | --------- |

## Estatísticas

### Participações
|  | Participações em 2026 |

| Competição | Competição        | Temporadas | Melhor campanha       | Anos                                              | P | R |
| Bahia      | Campeonato Baiano | 23         | Campeão (2011)        | 1967-1971, 1983, 1987, 2010-2024, 2026            |   | 3 |
| Bahia      | Segunda Divisão   | 12         | Campeão (4 vezes)     | 1981-1982, 1984-1986, 1990, 1993-1996, 2009, 2025 | 4 |   |
|            | Copa do Nordeste  | 1          | 1ª fase (2022)        | 2022                                              |   |   |
| Brasil     | Série D           | 6          | 7° colocado (2023)    | 2011, 2019-2023                                   | – |   |
| Brasil     | Copa do Brasil    | 4          | 2ª fase (2012 e 2020) | 2012, 2014, 2020, 2022                            |   |   |

### Campeonato Baiano
| Ano  | Posição              |
| 2009 | 1º (Segunda Divisão) |
| 2010 | 4º                   |
| 2011 | 1º                   |
| 2012 | 5º                   |
| 2013 | 6º                   |
| 2014 | 9º                   |
| 2015 | 8º                   |
| 2016 | 8º                   |
| 2017 | 6º                   |
| 2018 | 4º                   |
| 2019 | 2º                   |
| 2020 | 6º                   |
| 2021 | 2º                   |
| 2022 | 3º                   |
| 2023 | 5º                   |
| 2024 | 9º (Rebaixado)       |
| 2025 | 1º (Segunda Divisão) |

### Copa Governador do Estado da Bahia
| Ano  | Posição |
| 2009 | 3º      |
| 2010 | 3º      |
| 2011 | 5º      |
| 2012 | 4º      |
| 2013 | 1º      |

### Campeonato Brasileiro Série D
| Ano  | Posição |
| 2011 | 11º     |
| 2019 | 41º     |
| 2020 | 40º     |
| 2021 | 45º     |
| 2022 | 12º     |
| 2023 | 7º      |

### Copa do Brasil
| Ano  | Posição |
| 2012 | 28º     |
| 2014 | 75º     |
| 2020 | 37º     |
| 2023 | 86º     |

## Ranking da CBF
- Posição: 90º
- Pontuação: 535 pontos[14]

Ranking criado pela Confederação Brasileira de Futebol para pontuar todos os clubes do Brasil.